# سیارک ۱۱۳۲۲
سیارک ۱۱۳۲۲ (به انگلیسی: 11322 Aquamarine، نامگذاری:1995QT) یازده هزار و سیصد و بیست و دومین سیارک کشف شده‌است که در ۲۳ اوت ۱۹۹۵ کشف شد.
قدر مطلق سیارک برابر ۱۴٫۲۰ است.